# Leon Grgic
Leon Grgic (Bruck an der Mur, Austria, 22 de enero de 2006) es un futbolista austríaco que juega como delantero en el SK Sturm Graz de la Bundesliga.

## Trayectoria
Primero jugó en el Kapfenberger SV, antes de fichar por el SK Sturm Graz en 2015. Se convirtió en un prolífico goleador con los equipos juveniles, firmó su primer contrato profesional con The Blackies en 2021.
Tras pasar del equipo sub-16 al sub-18 durante la temporada anterior, fue ascendido al equipo reserva para la temporada 2022-23. Debutó como profesional con el SK Sturm Graz II el 17 de agosto de 2022, sustituyendo a Milán Tóth en la victoria por 5-2 a domicilio en la 2. Liga contra el SKN St. Pölten.

## Estadísticas

### Clubes
Actualizado al último partido disputado el 4 de octubre de 2024.
| Club                       | Div.          | Temporada     | Liga  | Liga  | Liga   | Copas nacionales | Copas nacionales | Copas nacionales | Copas internacionales | Copas internacionales | Copas internacionales | Total | Total | Total  |
| Club                       | Div.          | Temporada     | Part. | Goles | Asist. | Part.            | Goles            | Asist.           | Part.                 | Goles                 | Asist.                | Part. | Goles | Asist. |
| -------------------------- | ------------- | ------------- | ----- | ----- | ------ | ---------------- | ---------------- | ---------------- | --------------------- | --------------------- | --------------------- | ----- | ----- | ------ |
| SK Sturm Graz II · Austria | 2.ª           | 2022-23       | 16    | 2     | 1      | ―                | ―                | ―                | ―                     | ―                     | ―                     | 16    | 2     | 1      |
| SK Sturm Graz II · Austria | 2.ª           | 2023-24       | 21    | 7     | 1      | —                | —                | —                | —                     | —                     | —                     | 21    | 7     | 1      |
| SK Sturm Graz II · Austria | 2.ª           | 2024-25       | 6     | 3     | 0      | —                | —                | —                | —                     | —                     | —                     | 6     | 3     | 0      |
| SK Sturm Graz II · Austria | Total club    | Total club    | 43    | 12    | 2      | 0                | 0                | 0                | 0                     | 0                     | 0                     | 43    | 12    | 2      |
| SK Sturm Graz · Austria    | 1.ª           | 2022-23       | 2     | 0     | 0      | —                | —                | —                | —                     | —                     | —                     | 2     | 0     | 0      |
| SK Sturm Graz · Austria    | 1.ª           | 2023-24       | —     | —     | —      | 1                | 0                | 0                | 1                     | 0                     | 0                     | 2     | 0     | 0      |
| SK Sturm Graz · Austria    | 1.ª           | 2024-25       | 2     | 2     | 0      | 0                | 0                | 0                | 0                     | 0                     | 0                     | 2     | 2     | 0      |
| SK Sturm Graz · Austria    | Total club    | Total club    | 4     | 2     | 0      | 1                | 0                | 0                | 1                     | 0                     | 0                     | 6     | 2     | 0      |
| Total carrera              | Total carrera | Total carrera | 47    | 14    | 2      | 1                | 0                | 0                | 1                     | 0                     | 0                     | 49    | 14    | 2      |

## Palmarés

### Títulos nacionales
| Título          | Club          | País    | Año  |
| --------------- | ------------- | ------- | ---- |
| Copa de Austria | SK Sturm Graz | Austria | 2024 |
| Bundesliga      | SK Sturm Graz | Austria | 2024 |
| Bundesliga      | SK Sturm Graz | Austria | 2025 |